# Joséphin Péladan

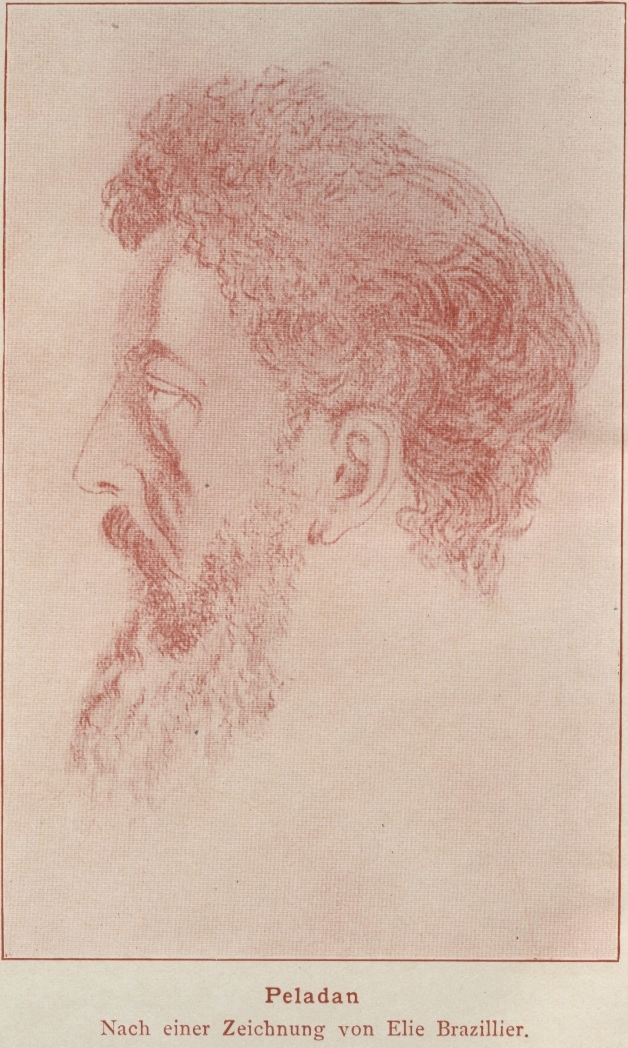
Joséphin Péladan. Teckning av Eli Brazillier.

Joséphin Péladan, född 28 mars 1859 i Lyon, död 27 juni 1918 i Neuilly-sur-Seine, var en fransk författare och konstnär.

## Biografi
Péladan började 1881 som konsthistoriker med en studie över Rembrandt. Han ställde sig efter återkomsten från en resa i Italien 1882 vid Jules Barbey d'Aurevillys sida som slagfärdig bekämpare av naturalismen och påbörjade med Le Vice suprême 1884 en serie om 20 romaner, som tillsammans med ett 30-tal teoretiska skrifter hade för avsikt att via på den latinska rasens förfall som följd av att man avhänt sig den kyrkliga och politiska makten. Bland hans teoretiska skrifter märks särskilt L'art idéaliste et mystique (1894, andra upplagan 1911 tillägnades Oscar II).
Tillsammans med Stanislas de Guaita arbetade Péladan även för återupprättandet av den gamla orientaliska magin, i vilken han såg kristendomens direkta förelöpare. Han instiftade 1893 Rosenkreuzorden och titulerade sig från 1893 och några år framåt Le Sâr, som förment ättling till de babylonska kungarna. Péladan verkade, genom fantastiska konstsalonger och teaterföreställningar, på en gång för grekisk antik och italiensk renässans, för romersk-katolska kyrkan och för Richard Wagner. Péladan utövade under 1890-talet ett ganska betydande inflytande på bland andra August Strindberg.
Péladan grundade även Rosencreuzordens salong, Salon de la Rose Croix, där bland andra Félicien Rops, Fernand Khnopff och Jean Delville ställde ut.